# Spiralna galaktika
Spiralne galaktike, kakva je i naša, dijele se na prečkaste (s prečkom u središtu) spiralne i obične spiralne. Spiralne galaktike se dalje dijele u razrede Sa, Sb i Sc, a prečkaste spiralne u razrede SBa, SBb i SBc. Novije klasifikacije imaju i razrede Sd, odnosno SBd. Kriteriji su:

- veličina jezgre (Sa za veliko, Sc za vrlo malo),

- otvorenost spiralnih krakova (Sa za usko vezane, Sc za vrlo otvorene) i

- razlučivost superdivova i HII područja u spiralnim krakovima (Sa za nekoliko malih HII područja, Sc za mnogo velikih superdivova).
Spiralne galaktike se sastoje od jezgre, diska, haloa i spiralnih krakova. Značajka spiralnih galaktika je prisutnost plina u disku, pogotovo u spiralnim kracima, što govori da proces stvaranja zvijezda traje i od danas. U kracima zato nalazimo mnoštvo svijetlih zvijezda i OB-asocijacija.
Ove se galaktike nalaze u područjima svemira s malom gustoćom galaktika, gdje njihov oblik nije ugrožen plimnim silama okolnih galaktika.
Spljoštene su građe i s dosta su međuzvjezdane tvari.
S obzirom na vidljivost diskova sa Zemlje, spiralne galaktike mogu biti:
- veličanstvenog dizajna (eng. grand-design), upečatljivih spiralnih krakova
- pamučaste (eng. flocculent)
- okrenute rubom ili gotovo okrenute rubom, čiji položaj promatraču sa Zemlje ne dopušta vidjeti im galaktički disk.

## Primjeri
- NGC 6744, spiralna galaksija
- IC 4360, spiralna galaksija u zviježđu Djevica
- Mliječni put, naša galaksija
- Messier 101, spiralna galaksija

## Vanjske poveznice
- astro.fdst.hr :: Kozmologija :: Morfologija galaktika  Arhivirana inačica izvorne stranice od 30. listopada 2005. (Wayback Machine)